# ألان هولمز
ألان هولمز (25 يناير 1845 - 9 أبريل 1909) (بالإنجليزية: Allan Holmes)‏ هو محامي ولاعب كريكت نيوزلندي.